# Kawka (województwo pomorskie)
Kawka (kaszb. Kôwka) – osada leśna w Polsce położona w województwie pomorskim, w powiecie słupskim, w gminie Kępice przy trasie czynnej linii kolejowej Szczecinek-Słupsk.
W latach 1975–1998 miejscowość administracyjnie należała do województwa słupskiego.
Inne miejscowości o nazwie Kawka: Kawka